# Cacabelos
Cacabelos és un municipi de la província de Lleó, a la comunitat autònoma de Castella i Lleó. És un dels municipis d'El Bierzo en els quals es parla gallec.

## Pedanies
- Quilós
- Pieros
- Arborbuena
- Villabuena
- San Clemente

## Demografia
| 1991 | 1996 | 2001 | 2004 |
| ---- | ---- | ---- | ---- |
| 5061 | 4846 | 4880 | 5064 |